# The Men Behind the Wire
"The Men Behind The Wire" és una cançó escrita i composta per Paddy McGuigan del grup folk Barleycorn després de l'Operació Demetrius.
La cançó va ser enregistrada per the Barleycorn a Belfast (produïda per Billy McBurney) i presentada a Dublín per Release Records el desembre de 1971. Després de la seva publicació, el 14 de desembre, la cançó va entrar als llistats de més venuts d'Irlanda, venent més còpies que cap altre senzill fins a la data al país, mantenint-se en aquests rànkings durant mesos. Va arribar a la primera posició el 22 de gener de 1972, on es va mantenir durant tres setmanes. Després d'una setmana d'absència, va tornar al número 1 durant dues setmanes més el 15 de febrer. Els guanys de les vendes es van cedir a familiars dels internats.
Posteriorment aquesta cançó va ser enregistrada per diversos cantants i bandes d'Irlanda i de l'estranger, incloent The Wolfe Tones, Liam Clancy o Flying Column. El cantant i compositor britànic Dido, a la seva cançó "Let's Do the Things We Normally Do" de l'àlbum Safe Trip Home utilitzava alguns dels versos de la cançó.
La cançó descriu els atacs perpetrats per soldats britànics, i els "men behind the wire" (els homes darrere els filferros) fa referència a aquells captius sense càrrecs o judícia tancats al camp de presoners de Long Kesh, el camp de la presó de Magilligan o a bord del vaixell presó Maidstone.
El propi McGuigan va ser detingut poc després en una ronda posterior de detencions, fet que alguns veuen com una revenja per part de l'estat britànic per la composició d'aquesta cançó.

## Versions
- The Barleycorn a Live at the Embankment Release DRL 2004 LP (1972)
- The Clancy Brothers a Save the Land (1972)
- Ray McAreavy al recopilatori The Men Behind the Wire (R & O Records, 1972)
- The Wolfe Tones al seu primer àlbum, Let the People Sing" (1973)
- Patsy Watchorn a Irish Republican Jail Songs (publicat el 2001)
- The Devil's Advocates a Snipers In Derelict Houses (1999, Triage Records)